# Misery (Soul Asylum)
Misery è un singolo del gruppo musicale statunitense Soul Asylum, pubblicato nel 1995 come secondo estratto dal settimo album in studio Let Your Dim Light Shine.
La canzone ebbe un notevole successo, poiché arrivò alla ventesima posizione nella Billboard Hot 100 Chart e in prima posizione nella US Modern Rock Tracks.
Venne inoltre utilizzata come canzone per i titoli di coda del film Clerks II.